# Resolució 2227 del Consell de Seguretat de les Nacions Unides
La Resolució 2227 del Consell de Seguretat de les Nacions Unides fou adoptada per unanimitat el 29 de juny de 2015. El Consell va ampliar el mandat de la Missió Multidimensional Integrada d'Estabilització de les Nacions Unides a Mali (MINUSMA) durant un any fins al 30 de juny de 2016.

## Contingut
El 20 de juny de 2015 el govern de Mali i els rebels tuaregs van signar un acord de pau en el qual els rebels renunciaven a la independència del nord de Mali a canvi d'una major autonomia. El Consell de Seguretat va considerar que l'acord era equilibrat i complet. Tanmateix, malgrat l'assoliment de la treva encara hi havia organitzacions terroristes actives a la regió del Sahel. Foren combatudes principalment per les tropes franceses a Mali, mentre que la missió europea EUTM Mali formava i entrenava a l'exèrcit malià. El Consell de Seguretat va aprovar sancions específiques contra els que s'oposaven a l'acord de pau.
El 2013 fou enviada a Mali la força de manteniment de la pau MINUSMA, però el seu desplegament era massa lent. El secretari general Ban Ki-moon i els Estats membres van demanar que se li proporcionessin les tropes i equips necessaris ràpidament. El mandat de la missió es va ampliar fins al 30 de juny de 2016. El nombre màxim de tropes no va canviar, però es van afegir quaranta observadors militars per controlar el compliment de l'alto el foc. La força de pau també participaria en l'aplicació de l'acord de pau, inclòs el desarmament dels rebels i el desplegament de soldats malians. A més, les tropes franceses van rebre de nou un permís per intervenir si MINUSMA es veia seriosament amenaçada.